# گوهاریک شیرینیان
گوهاریک شیرینیان (ارمنی: Գոհարիկ Շիրինյան؛  ۱۸۶۰ – ۱۹۳۵) یک بازیگر تئاتر، خواننده اپرا ارمنی‌تبار ساکن عثمانی بود. وی بین سال‌های ۱۸۶۹ تا - میلادی فعالیت می‌کرد.

## زندگی‌نامه
وی در ۱۸۶۰ در کوم‌کاپی کنستانتینوپل به دنیا آمد.  وی در ۱۹۳۵ در سن ۷۵ سالگی درگذشت.